# الکساندر کویتاشویلی
الکساندر کویتاشویلی (گرجی: ალექსანდრე [სანდრო] კვიტაშვილი؛ زادهٔ ۱۵ اکتبر ۱۹۷۰) سیاست‌مدار اهل گرجستان است که از ۲۰۰۸ تا ۲۰۱۰ وزیر بهداشت گرجستان بود. او وزیر بهداشت سابق اوکراین است که همزمان با اعطای تابعیت اوکراین در ۲ دسامبر ۲۰۱۴ به این سمت منصوب شد.کویتاشویلی از سال ۲۰۱۰ تا ۲۰۱۳ رئیس دانشگاه دولتی تفلیس بود.